# Parvoscincus beyeri
Parvoscincus beyeri — вид сцинкоподібних ящірок родини сцинкових (Scincidae). Ендемік Філіппін. Вид названий на честь американського антрополога Генрі Отлі Беєра.

## Опис
Сцинк Parvoscincus beyeri є дость великим представником свого роду, його довжина (без врахування хвоста) становить 73 мм. Верхня частина тіла коричнева, поцяткована білими плямами, нижня частина тіла яскраво-золотисто-жовта.

## Поширення і екологія
Parvoscincus beyeri є ендеміками гірського масиву Банахао на острові Лусон. Вони живуть у вологих тропічних лісах, серед опалого листя і гнилої деревини. Зустрічаються на висоті від 900 до 1600 м над рівнем моря.

## Збереження
МСОП класифікує цей вид як вразливий. Parvoscincus beyeri може загрожувати знищення природного середовища.